# きかんしゃトーマス 原作と人形劇
きかんしゃトーマス 原作と人形劇（きかんしゃトーマス げんさくとにんぎょうげき）は、『汽車のえほん』と、その映像化作品（テレビシリーズ）である『きかんしゃトーマス』（本稿では「人形劇」と呼ぶ）に関して、原作とテレビシリーズの共通点に関する説明、および相違点について総括する項目である。
作品の舞台についてはソドー島を参照。

## ハット卿（局長）の鉄道の路線
人形劇では、ハット卿の鉄道をソドー鉄道と呼んでいるエピソードがある。
ハット卿の鉄道は、基本的に標準軌で敷設されている。非電化で腕木式信号機と通票閉塞を採用しているため、自動列車停止装置や自動列車制御装置のような運転保安装置は未設置である。
現在の本線は、ティドマスから島の南側を抜けてヴィカーズタウンまで行き本土との海峡を鉄橋で渡りバロー・イン・ファーネスまで通っており、全線複線（一部区間は3線）で敷設。長編2作目では、その3線区間に巨大な吊り橋が存在する。本線の他にナップフォードからアールズバーグ・ウェストまでマン島との海峡沿いにある支線（通称小さな大西部鉄道、複線）、ナップフォードから山の中のファーカーまでの支線（通称トーマスの支線、単線だが一部複線）、ウェルズワースからブレンダム港への支線（通称エドワードの支線、単線だか一部複線）、島の中央を南北に走り北側がカルディー・フェル山の入り口に繋がる支線、カーク・ローナン港へ行く支線、クロバンズ・ゲートからヴィカーズタウンの手前までの本線と平行した迂回支線がある。また、アニメでは長編2作目内で空港建設の為の工事用引込み線を転用した空港アクセス線もある。なお、人形劇のエピソード内で、その場限りの思いつきのような新支線が何路線か存在する。機関庫はティドマス（人形劇ではナップフォードが最寄り駅）に、修理工場はクロバンズ・ゲートに、貨車の入れ替え施設はティドマスとウェルズワースとブレンダムにある。

## ハット卿の鉄道以外の鉄道
ファーカーから先の採石場に繋がる貨物専用線までは路面区間を含めてハット卿の鉄道だが、終点の貨物駅構内の線路はファーカー採石会社のもの。メイビスはこの会社の所属。
ブレンダム港から陶土の採掘現場への貨物線はSCC社の路線。ビルとベンはこの会社の所属。
ちんまり鉄道は、別会社だがハット卿が出資している子会社。
カルディ・フェル山のラック式鉄道は、絵本だけの登場で人形劇には登場しない。オーナーは、ハリー・バレイン卿、実際の管理者はウォールター・リチャーズ支配人。羽目を外し過ぎると、機関車の名前を取り上げるという厳しい罰を与える。
ピール・ゴットレッドの奥にアルミニュウム精錬工場の専用線がある。ピール・ゴットレッド線同様に、電化されている。
他に廃止された鉄道として「ミッド・ソドー鉄道」と、島の北の方に名称不明の廃止路線があった。

## 第27巻以後と人形劇
1980年代に入りブリット・オールクロフトの下でテレビシリーズの制作が進行しはじめた当時、オードリー牧師は不足する原作の為に『汽車のえほん』を再開すべきか検討していたところ、ちょうどそこに息子のクリストファーが、『汽車のえほん』の続編を父の元に持ち込んだ。全く偶然のタイミングでのクリストファーからの持込でオードリー牧師は天恵を感じ、1983年に発行されたこの「Really Useful Engines」をもって『汽車のえほん』シリーズをクリストファーの執筆によって再開する事を宣言した。 そして1984年から人形劇が始まった。

## 原作と人形劇の違い
対象年齢
原作絵本は小学校低学年からを対象にしている。人形劇では未就学児を対象としている。
主役の設定
原作は『汽車のえほん』の名の通り、シリーズを通しての主役は特に定められていない完全オムニバスで、トーマスもその他1台に過ぎず出て来ない話も多い。人形劇は番組タイトルの通り、トーマスが主役と位置付けられ、事実上中心的な役割を担っている。
最終回
原作は2011年にイギリスで出版された『Thomas and his friends』の中に収録されている「Centenary」という最終回があるが、人形劇では最終回のないロングラン番組である。しかし、テレビ版第24シリーズの『じょおうへいかのきかんしゃ』を最後に、3DCGでの制作を打ち切り、次回シーズンからは2Dアニメーションでのリブートシリーズとなり、今までの設定などが全てリセットされる為、先述の話が事実上の最終回とも言える。
機関車のデザインとナンバー
原作はストーリーの展開で度々機関車の外観に変更が加えられるが、人形劇では撮影用ミニチュア機関車の造形を簡単に変える事が出来ない為、ストーリー上改造が不可欠となったヘンリー以外は、外観に変更が加えられる事は少ない（ただしCG版移行後はこの限りでない）。
各キャラクターの出演頻度
人形劇化に際し登場する機関車を増やしている、鉄道以外の乗物も原作26巻までで2回出たのはバーティーだけで、人形劇では初登場以外の出番は全て水増しされたものである。ディーゼルも原作では13巻4話だけとなっている。
訳の違い
| 翻訳別メディア                 | 訳者                 | Fat Controller           | Sir Topham Hatt          | James      | Toby     | 口調       |
| ------------------------------ | -------------------- | ------------------------ | ------------------------ | ---------- | -------- | ---------- |
| 原作『汽車のえほん』           | 桑原 三郎・清水 周裕 | ふとっちょのきょくちょう | サー・トッパム・ハット   | ジェームズ | トービー | です・ます |
| 人形劇                         | 笹本 妙子            | ふとっちょじゅうやく     | トップハム・ハットきょう | ジェームス | トビー   | である・だ |
| きかんしゃトーマスのアニメ絵本 | まだらめ 三保        | きょくちょう             | （訳していない）         | ジェームズ | トービー | である・だ |
なお『汽車のえほん』の2005年新版からは、キャラの名前の表記も人形劇にあわせられている。
- 他に、模型制作上の制限などでデザインが変更されたキャラクター、映像化されなかったエピソードがある。

## 原作基準エピソードリスト
- 項目は左が原作・右が人形劇とビデオの巻。「新+数字」は「新きかんしゃトーマス」。
- Sはスカーローイ鉄道の登場エピソード。
- Cはカルディー・フェル登山鉄道の登場エピソード。
- 原作で映像化されていないエピソードは、人形劇側に何も記入していない。
- 逆に原作に無い人形劇オリジナルのエピソードは、この表に全く入れていない。
- 原作と人形劇でエピソードの消化話数が違ったり、構成が特に違う場合、右の「備考」に記している。
- 27巻以降で映像化されたエピソードが若干あり、これについての原作側データは、映像化が確認されたエピソードのみ記した。

| 巻 | 話 | S  | 原作サブタイトル                     | 巻     | 話 | 人形劇サブタイトル               | 備考                                                                     |
| -- | -- | -- | ------------------------------------ | ------ | -- | -------------------------------- | ------------------------------------------------------------------------ |
| 1  | 1  |    | エドワードのたのしい一日             | 1      | 2  | エドワードのおてがら（前編）     | 原作2話分を映像で1話に                                                   |
| 1  | 2  |    | いばりんぼうのゴードン               | 1      | 2  | エドワードのおてがら（後編）     | 原作2話分を映像で1話に                                                   |
| 1  | 3  |    | なさけないヘンリー                   | 1      | 3  | でてこいヘンリー                 |                                                                          |
| 1  | 4  |    | なかよしになった三だい               | 1      | 4  | ヘンリーだいかつやく             |                                                                          |
| 2  | 1  |    | なまいきなトーマス                   | 1      | 1  | トーマスとゴードン               |                                                                          |
| 2  | 2  |    | あわてもののトーマス                 | 2      | 1  | トーマスのしっぱい               |                                                                          |
| 2  | 3  |    | トーマスと貨車                       | 2      | 2  | トーマスのさいなん               |                                                                          |
| 2  | 4  |    | トーマスときゅうえん列車             | 2      | 3  | ジェームスのだっせん             |                                                                          |
| 3  | 1  |    | ジェームズとシルクハット             | 2      | 4  | ジェームスのあやまち（前編）     | 原作2話分を映像で1話に                                                   |
| 3  | 2  |    | ジェームスとブーツのかわひも         | 2      | 4  | ジェームスのあやまち（後編）     | 原作2話分を映像で1話に                                                   |
| 3  | 3  |    | いたずら貨車                         | 3      | 1  | やっかいなかしゃたち             |                                                                          |
| 3  | 4  |    | 急行をひいたジェームズ               | 3      | 2  | ジェームスのうれしいひ           |                                                                          |
| 4  | 1  |    | おいてきぼりにされたしゃしょう       | 3      | 3  | とりのこされたしゃしょう         |                                                                          |
| 4  | 2  |    | トーマスのさかなつり                 | 3      | 4  | トーマスとさかなつり             |                                                                          |
| 4  | 3  |    | トーマスとテランスとゆき             | 4      | 1  | トラクターのテレンス             |                                                                          |
| 4  | 4  |    | トーマスとバーティー                 | 4      | 2  | トーマスとバーティーのきょうそう |                                                                          |
| 5  | 1  |    | ヘンリーとサーカスのぞう             | 新1    | 1  | トンネルのなかのかいぶつ         |                                                                          |
| 5  | 2  |    | ターンテーブルと炭水車               | 4      | 3  | おおきなきかんしゃとてんしゃだい |                                                                          |
| 5  | 3  |    | やっかいな三だいの機関車             | 4      | 4  | きかんこのもめごと               |                                                                          |
| 5  | 4  |    | いちもくさんのパーシー               | 4      | 5  | パーシーにげだす                 |                                                                          |
| 6  | 1  |    | ヘンリーと石炭                       | 5      | 1  | ヘンリーのせきたん               |                                                                          |
| 6  | 2  |    | フライング・キッパーごう             | 5      | 2  | フライング・キッパー             |                                                                          |
| 6  | 3  |    | ゴードンのきてき                     | 5      | 3  | きてきとクシャミ                 | 原作2話分を映像で1話に                                                   |
| 6  | 4  |    | パーシーのマフラー                   | 12     | 1  | パーシーのマフラー               |                                                                          |
| 6  | 5  |    | ヘンリーのくしゃみ                   | 5      | 3  | きてきとクシャミ                 | 原作2話分を映像で1話に                                                   |
| 7  | 1  |    | トービーとでっぷりしたしんし         | 5      | 4  | トビーとハットきょう             |                                                                          |
| 7  | 2  |    | トーマスのもめごと                   | 5      | 5  | トーマスとけいさつかん           |                                                                          |
| 7  | 3  |    | トービーとジェームズ                 | 6      | 1  | きたないきかんしゃ               |                                                                          |
| 7  | 4  |    | キンドリー夫人のクリスマス           | 6      | 2  | トーマスのクリスマス・パーティー | 原作を大幅に脚色                                                         |
| 8  | 1  |    | ほりにはまったゴードン               | 6      | 3  | ゴードンみぞにはまる             |                                                                          |
| 8  | 2  |    | かれ葉                               | 14     | 2  | どろんこゴードン                 |                                                                          |
| 8  | 3  |    | ちんぼつしたトーマス                 | 6      | 4  | あなにおちたトーマス             |                                                                          |
| 8  | 4  |    | ペンキとお召し列車                   | 新1    | 2  | じょおうへいかがやってくる       |                                                                          |
| 9  | 1  |    | め牛だ!                              | 7      | 1  | せんろのうし                     |                                                                          |
| 9  | 2  |    | おいつけバーティー                   | 7      | 2  | おいかけるバーティー             |                                                                          |
| 9  | 3  |    | たすかったトレバー                   | 7      | 3  | いのちびろいしたトレバー         |                                                                          |
| 9  | 4  |    | ふる鉄エドワード                     | 7      | 4  | おんぼろエドワード               |                                                                          |
| 10 | 1  | S  | スカーロイのたのしかった日々         | 新3    | 3  | がんばりやのスカーロイ           | 原作2話分を映像で1話に                                                   |
| 10 | 2  | S  | 機関車サー・ハンドル                 | 新3    | 4  | わがままなきかんしゃ             |                                                                          |
| 10 | 3  | S  | ピーター・サムとばいてんのおばさん   | 新3    | 5  | からかわれたピーター・サム       |                                                                          |
| 10 | 4  | S  | スカーロイのかつやく                 | 新3    | 3  | がんばりやのスカーロイ           | 原作2話分を映像で1話に                                                   |
| 11 | 1  |    | パーシーとしんごう                   | 8      | 1  | パーシーとしんごう               |                                                                          |
| 11 | 2  |    | パーシーとダック                     | 8      | 2  | ダックしごとをもらう             |                                                                          |
| 11 | 3  |    | パーシーとハロルド                   | 8      | 3  | パーシーとハロルド               |                                                                          |
| 11 | 4  |    | パーシーとこう水                     | 12     | 2  | パーシーとこうずい               |                                                                          |
| 12 | 1  |    | パーシーのとびこみ                   | 8      | 5  | うみにおちたパーシー             |                                                                          |
| 12 | 2  |    | ゴードン、ロンドンへ                 |        |    |                                  |                                                                          |
| 12 | 3  |    | じゅうれん                           | 12     | 3  | ほめられなかったジェームス       |                                                                          |
| 12 | 4  |    | ふとっちょのきょくちょうの機関車たち | 新2    | 1  | トーマスととくべつなてがみ       |                                                                          |
| 13 | 1  |    | こぶなし機関車                       | 12     | 4  | ゴードンとゆうめいなきかんしゃ   |                                                                          |
| 13 | 2  |    | ディーゼル機関車ディーゼル           | 9      | 1  | ディーゼルがやってきた           |                                                                          |
| 13 | 3  |    | ディーゼルのたくらみ                 | 9      | 2  | ディーゼルのわるだくみ           |                                                                          |
| 13 | 4  |    | とこやへいったダック                 | 9      | 3  | とこやにいったダック             |                                                                          |
| 14 | 1  |    | あっ貨車が!                          | 15     | 1  | しんじられるきかんしゃ           | 原作を大幅に脚色                                                         |
| 14 | 1  | S  | あっ貨車が!                          | 新5    | 1  | サー・ハンデルのけびょう         | 脚色せず2度目の映像化                                                    |
| 14 | 2  | S  | かえってきたスカーローイ             | 新5    | 2  | なつかしのわがや                 |                                                                          |
| 14 | 3  | S  | ダンカンのロックンロール             | 新5    | 3  | ロックンロール                   |                                                                          |
| 14 | 4  | S  | ちびのとしよりふたご                 |        |    |                                  |                                                                          |
| 15 | 1  |    | ふたごの機関車                       | 9      | 4  | ふたごのきかんしゃ               | 原作を省略して脚色                                                       |
| 15 | 2  |    | はんにんはどちら                     |        |    |                                  | 元々映像化される予定だったが、子供に分かりにくいとされ撮影中止になった。 |
| 15 | 3  |    | いじわるやのブレーキ車               | 9      | 4  | ふたごのきかんしゃ               | 原作2話分を映像で1話に                                                   |
| 15 | 4  |    | みんなの代ひょう                     | 9      | 5  | みんなのだいひょう               |                                                                          |
| 16 | 1  |    | トーマスの大しっぱい                 | 10     | 2  | トーマスあさごはんにおじゃま     |                                                                          |
| 16 | 2  |    | しんけいしつなデイジー               | 10     | 3  | きむずかしやのデイジー           |                                                                          |
| 16 | 3  |    | 牛の目だまはもうたくさん             | 新2    | 2  | デイジーとおうしのめだま         |                                                                          |
| 16 | 4  |    | 貨車にのりあげたパーシー             | 10     | 4  | かしゃにのりあげたパーシー       |                                                                          |
| 17 | 1  | S  | とくせいのえんとつ                   | 新6    | 1  | とくせいのえんとつ               |                                                                          |
| 17 | 2  | S  | じょうきローラー                     | 新6    | 2  | スチームローラー                 |                                                                          |
| 17 | 3  | S  | ふへいやダンカン                     | 新6    | 3  | ボディをみがいて                 |                                                                          |
| 17 | 4  | S  | ゆうかんな機関車                     | 新6    | 4  | ゆうかんなきかんしゃ             |                                                                          |
| 18 | 1  |    | ブルーベル鉄道のステップニー         | 新5    | 4  | トーマスとステップニー（前編）   | 原作を大幅に脚色                                                         |
| 18 | 2  |    | ステップニーりんじ列車をひく         | 新5    | 4  | トーマスとステップニー（後編）   | 原作2話分を映像で1話に                                                   |
| 18 | 3  |    | ステップニーとクリケットのしあい     | 新4    | 4  | しあいちゅうだん                 |                                                                          |
| 18 | 4  |    | ディーゼル機関車とやまたかぼう       | 新6    | 5  | ディーゼルとぼうし               |                                                                          |
| 19 | 1  | SC | 登山鉄道の機関車                     |        |    |                                  |                                                                          |
| 19 | 2  | SC | カルディーのつくりばなし             |        |    |                                  |                                                                          |
| 19 | 3  | C  | ロード・ハリーのだっせん             |        |    |                                  |                                                                          |
| 19 | 4  | C  | 魔の尾根                             |        |    |                                  |                                                                          |
| 20 | 1  | S  | 百年まえのスカーローイ               |        |    |                                  |                                                                          |
| 20 | 2  | S  | あばれんぼうのスカーローイ           |        |    |                                  |                                                                          |
| 20 | 3  | S  | どろくさいじだいおくれ               |        |    |                                  |                                                                          |
| 20 | 4  | S  | ダックと公爵                         |        |    |                                  |                                                                          |
| 21 | 1  |    | ビルとベン                           | 10     | 5  | ふたごのビルとベン               |                                                                          |
| 21 | 2  |    | みつばちとジェームズ                 | 16     | 1  | あかはなのジェームス             |                                                                          |
| 21 | 3  |    | ゴードンのいのちびろい               | 11     | 1  | しせんをはしったゴードン         |                                                                          |
| 21 | 4  |    | エドワードのはなれわざ               | 11     | 2  | がんばりやのエドワード           |                                                                          |
| 22 | 1  |    | 線路のじゃり                         |        |    |                                  |                                                                          |
| 22 | 2  |    | 目には目を                           |        |    | バートのしかえし                 |                                                                          |
| 22 | 3  | S  | マイクのきてき                       | 新3、6 | 2  | かわったきてき                   | 原作を大福に脚色                                                         |
| 22 | 3  |    | マイクのきてき                       |        |    | マイクのきてき                   | 脚色せず2度目の映像化                                                    |
| 22 | 4  |    | やくにたつ鉄道                       |        |    | いいぞアールズデールてつどう     |                                                                          |
| 23 | 1  |    | ヘンリーと炭水車                     | 16     | 4  | たんすいしゃがほしい             |                                                                          |
| 23 | 2  |    | ヘンリーの大かつやく                 |        |    |                                  |                                                                          |
| 23 | 3  |    | 大だっそう                           | 16     | 5  | オリバーのだっしゅつ（前編）     | 原作2話分を映像で1話に                                                   |
| 23 | 4  |    | 小西部鉄道                           | 16     | 5  | オリバーのだっしゅつ（後編）     | 原作2話分を映像で1話に                                                   |
| 24 | 1  |    | ドナルドのあひる                     | 13     | 1  | ドナルドのあひる                 |                                                                          |
| 24 | 2  |    | オリバーの大しっぱい                 | 17     | 1  | ちょっとちがうよオリバー         |                                                                          |
| 24 | 3  |    | トードのてだすけ                     | 新3    | 1  | トードのめいあん                 |                                                                          |
| 24 | 4  |    | ぶくぶくバルジー                     | 17     | 2  | にかいだてバスのバルジー         |                                                                          |
| 25 | 1  | S  | おじいちゃんポッポ                   | 新1    | 3  | ガミガミじいさん                 |                                                                          |
| 25 | 2  | S  | デュークとフォールコン               | 新2    | 3  | ブルドッグ                       |                                                                          |
| 25 | 3  | S  | デュークとスチュアート               | 新2    | 4  | かちめなし                       |                                                                          |
| 25 | 4  | S  | ねむれる森の機関車                   | 新1    | 4  | ねむりひめをさがせ               |                                                                          |
| 26 | 1  |    | ゆうれい列車                         | 11     | 3  | ゆうれいきかんしゃ               |                                                                          |
| 26 | 2  |    | け虫                                 | 11     | 4  | けむしになったパーシー           |                                                                          |
| 26 | 3  |    | ディーゼル機関車メイビス             | 15     | 2  | いしきりばのメービス             |                                                                          |
| 26 | 4  |    | トービーのつなわたり                 | 15     | 3  | トビーのつなわたり               |                                                                          |
| 27 | 2  |    | パーシーとじてんしゃ                 | 新4    | 2  | ゆうびんやとバン                 |                                                                          |
| 27 | 3  |    | さかなにはきをつけて                 | 新3    | 2  | さかなにはきをつけろ             |                                                                          |
| 30 | 1  |    | Thomas,Percy,and the Coal            | 6      | 5  | トーマスとパーシーとせきたん     |                                                                          |
| 30 | 2  |    | The Runaway                          | 8      | 4  | こわれたブレーキ                 |                                                                          |
| 30 | 3  |    | Better Late than Never               | 10     | 1  | おくれるのもわるくない           |                                                                          |
| 32 | 2  |    | Toby's Seaside Holiday               | 新4    | 1  | ちょっとしたみもの（前編）       | 原作2話分を映像で1話に                                                   |
| 32 | 3  |    | Bulstrode                            | 新4    | 1  | ちょっとしたみもの（後編）       | 原作2話分を映像で1話に                                                   |